# Шарбат Гула
Шарбат Гула (пушту شربت ګله‎, в переводе «Цветочный шербет», родилась ок. 1972) — афганская женщина, ставшая известной благодаря фотографии, сделанной фотожурналистом Стивом Маккарри во время Афганской войны в лагере беженцев на территории Пакистана. Фотография стала узнаваемой после того, как появилась на обложке журнала National Geographic в июне 1985 года. В то время Гуле было приблизительно двенадцать лет. До того как личность Гулы была установлена в 2002 году, её называли просто «Афганской девочкой» (Afghan Girl). Фотографию иногда сравнивают с портретом Моны Лизы кисти Леонардо да Винчи и называют «Афганской Моной Лизой».

## Личность Гулы
Гула родилась в пуштунской семье в Афганистане, её родная деревня подверглась атаке советскими боевыми вертолётами в начале 1980-х годов. Некоторые члены её семьи были убиты в результате налёта, и она вместе со своими братьями, сёстрами и бабушкой была вынуждена перебраться в лагерь беженцев Насир-Баг на границе с Пакистаном. В конце 1980-х годов она вышла замуж за пекаря Рахмата Гулу и вернулась в Афганистан в 1992 году. В 2002 году у Гулы было три дочери: Робина, Захида и Алия, четвёртая дочь умерла вскоре после рождения.

## Фотография 1984 года
Собирая материал о войне в Афганистане, Стив Маккарри, фотограф National Geographic, и Дебра Денкер (англ. Debra Denker) проникли в Афганистан, а затем посетили лагеря афганских беженцев, которых тогда было очень много на афганско-пакистанской границе. Маккарри был твёрдо намерен отобразить их положение с женской точки зрения. Как-то утром, идя по лагерю Насир-Баг, Маккарри увидел шатёр, который использовался как начальная школа. Он подошёл к учительнице и попросил разрешения ненадолго остаться в шатре и сфотографировать нескольких из 15—20 присутствовавших учеников. Учительница согласилась; внимание Маккарри привлёк взгляд одной из девочек, и он спросил учительницу, кто эта девочка. Учительница рассказала, что девочка вместе с родственниками около двух недель добиралась до лагеря пешком через горы после того, как их деревня попала под вертолётный обстрел и многие из членов их семьи были убиты. Разумеется, девочке было очень трудно пережить эту ситуацию.
Маккарри сделал снимок Шарбат (её имя он тогда не узнал) на цветную плёнку Kodachrome при помощи фотоаппарата Nikon FM2 с объективом Nikkor 2,5/105 (фокусное расстояние 105 мм) без дополнительного освещения.
«Сессия» Маккарри, в течение которой была сделана фотография, продолжалась всего несколько минут. Только вернувшись в Вашингтон и занявшись проявкой плёнки, Маккарри понял, насколько фотография неординарна. «Это был один из тех невероятных, поразительных моментов в работе фотографа, когда всё складывается как нужно», — говорил он позже, в 2002 году. Предпечатная подготовка фото была сделана художественным агентством в городе Мариетта, Джорджия, ныне нефункционирующим. Стиву Маккарри представилась редкая возможность запечатлеть лицо афганской женщины, которое обычно закрыто паранджой.
Фоторедактор National Geographic не хотел использовать фотографию девочки, считая её слишком «тяжёлой», но в итоге уступил и поместил на обложку под названием «Афганская девочка», несмотря на то, что имя девочки не было известно. Фотография с изображением девочки с пронзительными глазами цвета морской волны, направленными прямо в объектив, стала символом трагедии войны в Афганистане и проблемы беженцев по всему миру. Сама фотография была признана самой узнаваемой за всё время существования журнала. Она цитируется и перетолковывается; например, лауреатом World Press Photo 2010 стал портрет другой афганки, жертвы баада с обезображенным лицом, но снятой с отсылкой к знаменитой фотографии. Газета USA Today также признала фотографию самым знаменитым изображением с обложки журнала National Geographic за всю историю последнего. В 2002 году (через 17 лет после выхода того самого номера National Geographic), когда Гула была найдена, сам Маккарри сказал: «За последние 17 лет, по-моему, не было ни одного дня, чтобы я не получил какое-нибудь письмо, e-mail или телефонный звонок по поводу этой девочки. Одни хотели выслать ей денег, другие — удочерить её. Были и письма от мужчин, которые хотели найти её и жениться».
С портретом Моны Лизы фотографию сравнил, в частности, Дэвид Шонауэр, бывший в 2002 году главным редактором журнала American Photo: «О чём думает эта девочка? Чувствует ли она страх, злость, растерянность; возможно, её мучат внутренние противоречия, или она так демонстрирует свою красоту? Рассматривая фотографию, можно каждый раз обнаруживать что-то новое для себя. Чтобы оставаться в памяти, фотография, как и картина, должна нести такую неоднозначность».
По состоянию на 2002 год Маккарри был вольнонаёмным фотографом и права на этот снимок принадлежали ему.

## Поиски Афганской девочки
Личность девочки оставалась неизвестной более 17 лет; всё это время Афганистан оставался закрытым для Западного мира, до тех пор пока Талибанское правительство не было свергнуто американскими войсками и сочувствующими им местными жителями в 2001 году. Несмотря на несколько попыток журналиста в 1990-х годах узнать имя девочки, она оставалась неизвестной.
В январе 2002 года команда National Geographic во главе со Стивом Маккарри отправилась в Афганистан для того, чтобы найти девочку, изображённую на фотографии. Маккарри, узнав, что лагерь через некоторое время перестанет существовать, направил туда запрос, на который откликнулся один из жителей, знакомый с братом Гулы. До этого несколько женщин уже ошибочно объявили себя «Афганской девочкой»; к тому же после публикации 1985 года многие молодые люди называли Гулу своей женой.
Наконец Гула была обнаружена командой National Geographic в отдалённой части Афганистана в возрасте около 30 лет (она сама не знала точно, сколько ей лет): она вернулась в родную страну в 1992 году. Маккарри узнал её сразу же, а позже её личность была подтверждена при помощи биометрии, показавшей полное соответствие радужной оболочки глаза изображению на фотографии. Гуле не составило труда вспомнить эту съёмку — за всё время её фотографировали всего три раза. Свой ставший знаменитым портрет она увидела лишь в январе 2003 года и, конечно, не знала, что фотография получила такое широкое распространение и вызвала такую бурную реакцию.
Гулу нашли в районе между городами Джелалабад (Афганистан) и Пешавар (Пакистан; оба города находятся недалеко от афганистанско-пакистанской границы). Её точное место жительства ни Маккарри, ни National Geographic не стали разглашать по просьбе Гулы и её мужа.
Более свежие фотографии с её участием были сделаны для апрельского выпуска National Geographic 2002 года в статье о её жизни, причём Гула, придерживающаяся строгих правил, спросила у мужа разрешения поднять паранджу, чтобы её сфотографировали снова. Также она снялась в документальном фильме под названием «В поисках Афганской девочки», показанном в марте 2002 года. Во время поисков National Geographic создал благотворительное общество «Фонд афганских девушек», призванное помочь девушкам получить образование. В 2008 году было решено переименовать общество в «Фонд афганских детей» для помощи всем нуждающимся детям Афганистана.

## Жизнь после идентификации
В конце октября 2016 года Гула была арестована полицией Пакистана по подозрению в подделке удостоверения личности. Решением суда она была депортирована в Афганистан, правительство которого пообещало позаботиться о жилищных условиях, образовании и здоровье членов её семьи.
В 2021 году, после захвата Афганистана талибами, Гула обратилась к властям Италии с просьбой помочь ей покинуть страну, и в ноябре 2021 года она была эвакуирована в Италию как беженка.

## В культуре
Финская метал-группа Nightwish посвятила Гуле инструментальную композицию под названием «The Eyes of Sharbat Gula» на своём альбоме 2015 года Endless Forms Most Beautiful.
В 2017 году в журнале «New England Review» было опубликовано стихотворение «Afghan Girl» американской поэтессы Жертруд Шнакенберг, над которым она, по собственным словам, работала «день и ночь, начиная с октября 2012 года».
У группы The Kilimanjaro Darkjazz Ensemble в альбоме Here be dragons есть композиция под названием «Sharbat Gula».